# Heinrich Buddenberg
Heinrich Buddenberg (* 20. April 1893 in Ostenfelde; † 4. Juni 1975 in Osnabrück) war von 1952 bis 1956 Oberbürgermeister von Osnabrück.

## Leben
Buddenberg war Inhaber einer pharmazeutischen Großhandlung in Osnabrück, die er bis mindestens 1963 führte. Er trat im Jahre 1912 in die Deutsch-Hannoversche Partei ein, deren Vorstand er später auch angehörte. Von 1933 bis 1945 war er politisch nicht aktiv. Nach dem Zusammenbruch des Dritten Reichs gehörte er zu den Mitgründern der rechtsgerichteten Niedersächsischen Landespartei, die sich 1948 in Deutsche Partei umbenannte. Buddenberg war deren erster Vorsitzender in Osnabrück. Von 1946 bis 1961 gehörte er dem Rat der Stadt Osnabrück an und war als Nachfolger von Friedrich Janssen von 1952 bis 1962 Oberbürgermeister der Stadt Osnabrück. Auf ihn folgte Hellmut Drescher von der SPD.